# Charles Cornwallis (4e baron Cornwallis)
Charles Cornwallis, 4e baron Cornwallis (1675 - 20 janvier 1722) est un homme politique britannique.

## Biographie
Il est le fils de Charles Cornwallis (3e baron Cornwallis) (c 1655 - 1693) et Elizabeth Fox (c 1654 - 1680-1681). Le 29 avril 1693, il succède à son père sous le nom de baron Cornwallis.
Entre 1695 et 1698, il siège en tant que député pour Eye, comme Whig. Il occupe les fonctions de Lord Lieutenant du Suffolk entre 1698 et 1703 et les fonctions de Joint Postmaster General entre 1715 et 1721. Les deux dernières années de sa vie, de 1721 à janvier 1722, il occupe le poste de payeur des forces dans les cabinets de Walpole et Townshend,.

## Famille
Il épouse le 6 juin 1699 Charlotte Butler, fille de Richard Butler (1er comte d'Arran). Ils ont 10 enfants:
- Charles Cornwallis (1er comte Cornwallis)
- Stephen Cornwallis
- Charlotte (1704–? )
- John (1705-1768)
- Richard (1708-1741)
- Elizabeth (1709–? )
- Marie (1711–? )
- Edward et Frederick
- Henry (1715–? )